# Carmen Maura
Pour les articles homonymes, voir Maura.
Carmen Maura est une actrice espagnole née le 15 septembre 1945 à Madrid.
Surtout connue pour ses rôles de femmes courageuses dans les films de Pedro Almodóvar, elle a aussi joué dans plusieurs films français. Maura détient le record du plus grand nombre (trois) de prix Goya de la meilleure actrice principale, plus que toute autre actrice de l'histoire du cinéma espagnol. Elle a également remporté un César, en 2012 et un prix du Festival de Cannes en 2006.
Elle a été pendant des années l'actrice la plus récompensée par l’Académie européenne du cinéma (1988 et 1990), un honneur qu'elle partage actuellement avec Isabelle Huppert, Juliette Binoche et Charlotte Rampling.

## Biographie
Issue d'une grande famille espagnole, Carmen Maura a pour aïeul l'homme politique conservateur Antonio Maura, cinq fois premier ministre au début du XXe siècle et sa sœur Carlota Maura est dirigeante des entreprises Maura. Francophone, elle étudie la philosophie et la littérature à l'école nationale supérieure des beaux-arts de Paris.
Elle commence sa carrière comme chanteuse de cabaret, puis débute au cinéma en 1970 avec une apparition dans El hombre oculto. Elle obtient son premier rôle important en 1977 dans Tigres de papel de Fernando Colomo. Bien qu'elle ait joué plusieurs rôles dramatiques, elle est surtout connue comme actrice de comédies. 
Pedro Almodóvar en fait l'une de ses actrices fétiches et lui offre six rôles dans les années 1980, de Pepi dans Pepi, Luci, Bom et autres filles du quartier à Pepa dans Femmes au bord de la crise de nerfs, qui lui vaut le Goya et le tout premier Prix du cinéma européen de la meilleure actrice. Entre ces deux rôles, elle est Sœur Perdue dans Dans les ténèbres, Gloria dans Qu'est-ce que j'ai fait pour mériter ça ? et Tina dans La Loi du désir. Elle incarne la plupart du temps des femmes en crise et battantes.
Elle gagne de nouveau le Goya et le Félix du premier rôle pour ¡Ay, Carmela! de Carlos Saura, deux ans plus tard. En 2001, un troisième Goya jalonne sa carrière pour la comédie policière Mes chers voisins d'Álex de la Iglesia, qui fait de nouveau appel à elle pour 800 balles et Les Sorcières de Zugarramurdi. En 2006, après presque vingt ans de séparation, elle rejoue pour Pedro Almodóvar dans Volver, qui vaut aux cinq actrices le prix d'interprétation féminine au Festival de Cannes.
Elle apparaît régulièrement dans des films français, par exemple dans Le bonheur est dans le pré en 1995 et Les Femmes du 6e étage en 2011, rôle pour lequel elle reçoit le César de la meilleure actrice dans un second rôle. Toujours à l'étranger, elle a également joué pour l'argentin Alejandro Agresti (Valentín), l'israélien Amos Gitaï (Free Zone) ou encore l'américain Francis Ford Coppola (Tetro).
Elle est à ce jour l'une des sept actrices à avoir reçu le Prix national de Cinématographie du Ministère espagnol de la Culture, avec Rafaela Aparicio, María Luisa Ponte, Marisa Paredes, Mercedes Sampietro, Maribel Verdú et Ángela Molina.

## Théâtre
- 1994 : Cirque à deux de Barry Creyton, mise en scène Jean-Michel Ribes, Théâtre du Palais-Royal.
- 2021 : L'Hirondelle de Guillem Clua, mise en scène Anne Bouvier, tournée et théâtre Tête d'Or, théâtre Hébertot en 2022.

## Filmographie
- 1970 : Las Gatas tienen frío de Carlos Serrano : Une fille de la fête
- 1971 : El Hombre oculto de Alfonso Ungria
- 1973 : El Asesino está entre los trece de Javier Aguirre : La femme de Guillermo
- 1973 : Un casto varón español de Jaime de Armiñán : La prof de musique
- 1974 : Tanata de Luis Mamerto López-Tapia
- 1975 : Vida íntima de un seductor cínico de Javier Aguirre
- 1975 : Léonor de Juan Luis Buñuel
- 1975 : La encadenada de Manuel Mur Oti : La nonne
- 1975 : El love feroz o cuando los hijos juegan al amor de José Luis García Sánchez : María José
- 1976 : La Mujer es cosa de hombres de Jesús Yagüe : Manolita
- 1976 : El Libro de buen amor II de Jaime Bayarri : Virtuosa
- 1976 : La Petición de Pilar Miró : Chica
- 1977 : Tigres de papel de Fernando Colomo : Carmen, ex-femme de Juan
- 1978 : De fresa, limon y menta de Miguel Ángel Diez
- 1978 : Les Yeux bandés (Los Ojos vendados) de Carlos Saura : L'infirmière
- 1980 : Pepi, Luci, Bom et autres filles du quartier (Pepi, Luci, Bom y otras chicas del montón) de Pedro Almodóvar : Pepi
- 1980 : Aquella casa en las afueras de Eugenio Martín : L'assistante sociale
- 1980 : La Mano negra de Fernando Colomo
- 1980 : El Hombre de moda de Fernando Méndez-Leite : Carmen
- 1980 : Gary Cooper, qui êtes aux cieux (Gary Cooper, que estás en los cielos) de Pilar Miró : Begoña
- 1982 : Feminino singular de Juanjo López
- 1983 : Dans les ténèbres (Entre tinieblas) de Pedro Almodóvar : Sœur Perdue
- 1983 : El Cid cabreador d'Angelino Fons : Jimena
- 1984 : Sal gorda de Fernando Trueba : La présentatrice de télévision
- 1984 : Qu'est-ce que j'ai fait pour mériter ça ? (¿Qué he hecho yo para merecer esto?) de Pedro Almodóvar : Gloria
- 1985 : Extramuros de Miguel Picazo : Sœur Ana
- 1985 : Sé infiel y no mires con quién de Fernando Trueba : Carmen
- 1986 : Tata mía de José Luis Borau : Elvira
- 1986 : Matador de Pedro Almodóvar : Julia
- 1987 : La Loi du désir (La Ley del deseo) de Pedro Almodóvar : Tina Quintero
- 1988 : Femmes au bord de la crise de nerfs (Mujeres al borde de un ataque de nervios) de Pedro Almodóvar : Pepa Marcos
- 1988 : Baton Rouge de Rafael Monleon : Isabel Harris
- 1989 : Mieux vaut courir (TV) d'Elisabeth Rappeneau : Anna
- 1990 : ¡Ay, Carmela! de Carlos Saura : Carmela
- 1991 : Cómo ser mujer y no morir en el intento de Ana Belén : Carmen
- 1991 : Chatarra de Félix Rotaeta : Zabu
- 1992 : Sur la Terre comme au ciel de Marion Hänsel : Maria Garcia
- 1992 : La Reina anónima de Gonzalo Suarez : Ana Luz
- 1993 : Louis, enfant roi de Roger Planchon : Anne d'Autriche
- 1993 : Sombras en una batalla de Mario Camus : Ana
- 1995 : Le bonheur est dans le pré de Etienne Chatiliez : Dolores Thivart
- 1995 : Parella de tres de Antoni Verdaguer : Ana
- 1995 : El Palomo cojo de Jaime de Armiñán : Tante Victoria
- 1996 : Amores que matan de Juan Manuel Chumilla-Carbajosa : Consuelo
- 1997 : Alliance cherche doigt de Jean-Pierre Mocky : Geneviève Lechat
- 1997 : Tortilla y cinema de Martin Provost : Carmen Maura
- 1997 : Elles de Luís Galvão Teles : Linda
- 1998 : Alice et Martin de André Téchiné : Jeanine Sauvagnac
- 1998 : L'Enthousiasme (El Entusiasmo) de Ricardo Larraín : Maria
- 1999 : Lisboa de Antonio Hernández : Berta
- 1999 : Superlove de Jean-Claude Janer : Teresa
- 1999 : L'Année de la comète (El Cometa) de José Buil et Marisa Sistach : Lupe
- 2000 : Le Harem de Madame Osmane de Nadir Moknèche : Madame Osmane
- 2000 : Mes chers voisins (La Comunidad) de Alex de la Iglesia : Julia
- 2000 : Carretera y manta de Alfonso Arandia : Concha
- 2001 : Hold-up (El Palo) de Eva Lesmes : Lola
- 2001 : Arregui, la noticia del dia de Maria Victor Menis : Isabel
- 2001 : Clara y Elena de Manuel Iborra : Elena
- 2002 : Valentín de Alejandro Agresti : Abuela
- 2002 : Assassini dei giorni di festa de Damiano Damiani : Illuminata
- 2002 : 800 balles (800 balas) de Alex de la Iglesia : Laura
- 2003 : Le Ventre de Juliette de Martin Provost: Julia
- 2003 : Le Pacte du silence de Graham Guit : Mère Emmanuelle
- 2003 : Arroz y tartana (TV) de José Antonio Escriva : Doña Manuela de Fora
- 2004 : La Promesse de Hector Carré : Celia
- 2004 : Al otro lado de Gustavo Loza : Esperanza
- 2004 : 25 degrés en hiver de Stéphane Vuillet : Abuelita
- 2004 : Entre vivir y soñar de Alfonso Albacete et David Menkes : Ana
- 2005 : Reinas de Manuel Gomez Pereira : Magda
- 2005 : Free Zone d'Amos Gitai : Mrs. Breitberg
- 2006 : Volver de Pedro Almodóvar : Irene
- 2007 : El Menor de los males de Antonio Hernández : Julia
- 2008 : The Garden of Eden de John Irvin : Madame Aurol
- 2008 : La Virgen negra de Ignacio Castillo Cottin : Señora Isabel
- 2008 : Que parezca un accidente de Gerardo Herrero : Pilar
- 2009 : Tetro de Francis Ford Coppola : Alone
- 2009 : Le Mac de Pascal Bourdiaux : La mère
- 2010 : Chicas de Yasmina Reza : Pilar
- 2011 : Les Femmes du 6e étage de Philippe Le Guay : Concepción Ramírez
- 2011 : Escalade de Charlotte Silvera : Alice Nabat
- 2011 : Let My People Go ! de Mikael Buch : Rachel
- 2012 : Sofía y el terco de Andrés Burgos Vallejo : Sofía
- 2013 : Paulette de Jérôme Enrico : Maria
- 2013 : Les Sorcières de Zugarramurdi (Las brujas de Zugarramurdi) d'Álex de la Iglesia : Graciana Barrenetxea
- 2013 : Y'a pas d'âge (série télévisée française) : Hélène
- 2015 : Un village presque parfait de Stéphane Meunier
- 2015 : Les Chaises musicales de Marie Belhomme
- 2015 : La Vanité de Lionel Baier
- 2016 : Le Mac de Pascal Bourdiaux
- 2017 : Sales Gosses de Frédéric Quiring : Teresa
- 2018 : La Fête des mères de Marie-Castille Mention-Schaar
- 2019 : Ma famille et le loup de Adrián García
- 2019 : Une catastrophe n'arrive jamais seule de Patricia Font
- 2020 : Quelqu'un doit mourir de Manolo Caro
- 2024 : La terre des femmes : Julia

## Distinctions

### Récompenses
- Prix Goya 1989 : Goya de la meilleure actrice pour Femmes au bord de la crise de nerfs
- Prix Goya 1991 : Goya de la meilleure actrice pour ¡Ay, Carmela!
- Médaille d'or du mérite des beaux-arts par le Ministère de l'Éducation, de la Culture et des Sports (1999)[3].
- Festival de Saint-Sébastien 2000 : Coquille d'argent de la meilleure actrice pour Mes chers voisins
- Prix Goya 2001 : Goya de la meilleure actrice pour Mes chers voisins
- Prix Goya 2007 : Goya du meilleur second rôle féminin pour Volver
- Festival de Cannes 2006 : Prix d'interprétation féminine pour Volver
- César 2012 : César de la meilleure actrice dans un second rôle pour Les Femmes du 6e étage
- Festival de Saint-Sébastien 2013 : Prix Donostia pour l'ensemble de sa carrière

### Nominations
- César 1996 : César de la meilleure actrice dans un second rôle pour Le bonheur est dans le pré